# Король, Михаил Давыдович
Михаил Давыдович (Давидович) Король (первоначальное имя А́лтер-Миху́эл Ду́видович Коро́ль, в быту Алтер Король, литературные псевдонимы — А. Маевич, А. Д. Брушенкевич; 30 декабря 1889 (11 января 1890), Макаров, Киевская губерния — 1 декабря 1959, Москва) — советский военный деятель, разведчик-нелегал, организатор кинопроизводства, редактор и журналист. Бригадный комиссар (17.03.1936).

## Биография
Родился в многодетной еврейской семье в Макарове Киевского уезда, рос в Киеве на Шулявке. Его родители, мелкий торговец Дувид-Вольф Бенционович Король и Марьям Мордковна (Мария Марковна) Король (в девичестве Виницкая), 29 сентября 1941 года погибли в Бабьем Яру. К началу 1900-х годов семья жила в Мотыжине, откуда происходил отец. В 1904—1908 годах — ученик в гравёрном цехе мастерской Френкеля в Киеве, в 1908—1911 годах преподавал в этой мастерской.
С 1912 года служил вольноопределяющимся 4-го гренадерского полка 38-й дивизии. В 1914 году был ранен, награждён Георгиевским крестом. В 1915 году в Киеве вступил в Еврейскую социал-демократическую рабочую партию «Поалей Цион».
В 1918 году руководил подпольем Правобережной Украины, занятой войсками Деникина. Секретарь Еврейской коммунистической партии Правобережной Украины.
В 1920 году под фамилией Алтер Брушенкевич был направлен на нелегальную работу в Польшу для организации «красного подполья», через семь месяцев арестован польской контрразведкой. В 1921 году бежал из заключения.
В августе 1922 года приехал в Москву, работал сотрудником политуправления РВС, заведующим отделом редакции газеты «Красная звезда», редактором журнала «Военный крокодил» (автор очерков, рассказов, фельетонов). Автор сценария художественного фильма «Два соперника» (другие названия «Вооружённый народ», «Переменники», «Соперники», 1928).
В 1930—1934 годах — начальник военного отдела (сектора) «Совкино», член правления «Совкино» по военно-мобилизационной работе, помощник управляющего «Союзкино» по военной работе, помощник начальника Главного управления кинофотопромышленности (ГУКФ), начальник военно-оборонного сектора ГУКФ, ответственный редактор газеты «Кино».
С 21 сентября 1934 года — слушатель школы при Разведывательном управлении РККА. С ноября 1935 года по август 1938 года находился на нелегальной работе в США, Китае и Японии. С 1936 года — бригадный комиссар. 29 сентября 1938 года уволен в запас. Работал редактором-переводчиком на Московской студии кинохроники.
18 октября 1939 года умерла его первая жена, Фаина (Фейга-Брайна) Иосифовна Король. 16 октября 1941 года вместе с киностудией семья эвакуировалась в Куйбышев. В августе 1942 года вернулся в Москву, а в сентябре того же года арестована его вторая жена, Агнесса Ивановна Миронова (урождённая Аргиропуло, 1903—1982), освобождена в 1947 году.
11 августа 1944 года арестован по делу Яна Гамарника и в марте 1945 года приговорён к пяти годам исправительно-трудовых лагерей. Отбывал наказание в разных зонах Карлага. В 1947 году узнал об освобождении жены из лагеря, в 1949 году вышел на свободу, жил на спецпоселении в селе Явленка Северо-Казахстанской области. Руководил художественной самодеятельностью в клубе.
3 июня 1950 года арестован по обвинению в групповой антисоветской агитации и 14 августа 1950 года приговорён к десяти годам исправительно-трудовых лагерей. Отбывал заключение в специнвалидном лагере в Спасске. В январе 1956 года вернулся в Москву.
Умер 1 декабря 1959 года. По второму делу реабилитирован 16 июня 1992 года.

## Семья
- Первая жена (1918—1939) — Фаина (Фейга-Брайна) Иосифовна Король (1893—1939), экономист, сотрудница Госплана; приходилась мужу двоюродной сестрой (родная сестра С. Н. Миронова).
  - Дочь — Бронислава Михайловна Беркенгейм (1919—1977)[10], заведующая химической лабораторией на Московской косметической фабрике «Рассвет», соавтор патентов на изобретения в области косметической промышленности; была замужем за химиком-технологом Борисом Борисовичем Беркенгеймом (1919—2018), сыном доктора химических наук Б. М. Беркенгейма. Внук — Александр Борисович Беркенгейм (род. 1944), инженер и изобретатель в области кинотехники.
  - Дочь — Майя Михайловна Король (1923—2008), психиатр, участница Великой Отечественной войны (старший лейтенант медицинской службы), член правления Российского общества медиков-литераторов (1993)[9][11].
- Вторая жена (с 1940) — Агнесса Ивановна Миронова (урождённая Аргиропуло, 1903—1982), вдова С. Н. Миронова.
- Двоюродный брат — Мирон Наумович Король (Сергей Миронов), ответственный сотрудник НКВД и НКИД СССР.
- Внук двоюродного брата (родного брата жены) — Михаил Король, израильский писатель.